# Liga Nacional de Básquetbol 2018-19
La Temporada 2018-19 de la Liga Nacional DirecTV by Spalding fue la novena de la historia de la competición chilena de básquetbol. El campeonato comenzó el 29 de septiembre de 2018 con un formato de conferencias (sur y centro).
Este año se consolida el formato de la LNB, en el cual cada equipo peleará durante la temporada con la intención de lograr el título y aparte de eso, los equipos peores posicionados deberán pelear para mantenerse en primera división. En la última temporada bajó a Segunda División por parte de conferencia sur el Club Escuela de Básquetbol Puerto Montt y por parte del norte el Club Deportivo Tinguiririca San Fernando. Mientras que los equipos que subieron a la máxima categoría fueron por parte del sur el club Atlético Puerto Varas y por el centro el Club Boston College, este último, dejando su cupo libre debido a problemas económicos, mismo cupo dado a CD AB Temuco, y de esa manera ascendiendo a la máxima categoría del básquetbol nacional.
El ganador del certamen, tendrá el derecho a participar en la Liga de las Américas 2020, mientras que el subcampeón Nacional tendrá que disputar un cupo a la Liga Sudamericana de Clubes 2019, contra CD Las Animas (Campeón de la Copa Chile de Básquetbol 2018)  .

## Antecedentes
Dentro de las novedades, es que este año por primera vez se estableció que cada encuentro de la LNB, será controlado por 3 árbitros.
En la temporada 2017-2018 de la segunda división se coronó campeón por la zona sur el Club Atlético Puerto Varas, mientras que por el norte hizo lo propio el Club Boston College. A pesar de que este último salió campeón y ganó el derecho de participar en la primera división en la temporada 2018-2019, el Club Boston College decidió bajar su participación por problemas económicos lo que dejó una plaza libre la cual por invitación, dicho cupo fue cedido al Club AB Temuco el cual se incorporará para jugar por la conferencia norte.
Por último, se definió este torneo como clasificatorio para la Copa Chile de Básquetbol 2018, ya que los 2 mejores equipos por conferencia de la fase zonal clasificarán a dicho certamen.

## Sistema de campeonato
Esta temporada estará marcada por una fase zonal, nacional, interparejas y por último play off. Dentro de este último se jugaran los play off para definir los respectivos ascensos.

### Fase zonal
El torneo iniciará con una Fase Zonal (10  fechas) entre equipos de la misma conferencia, partidos de ida y vuelta, de la cual los dos primeros clasificados de cada Conferencia avanzarán a la Copa Chile 2018. La Copa Chile 2018 se jugará en sede a licitar en formato “todos contra todos”.
Al final de esta primera etapa se confeccionará una Tabla de Posiciones General que ordena las posiciones del primero al duodécimo equipo, la que será formalizada a través de comunicado en la WEB de LNB CHILE.

### Fase nacional
Tras la Copa Chile, la competencia comenzará su Fase Nacional (20 fechas) donde los 12 equipos jugarán partidos todos contra todos en dos ruedas. Al final de esta fase se confeccionará lo que se denomina Tabla de Posiciones General de la fase nacional que ordena las posiciones del primero al duodécimo equipo, a esto deben sumarse los puntos obtenidos en la fase zonal, la que será formalizada a través de comunicado en la WEB de LNB CHILE.
En la sumatoria de estas dos tablas los 4 equipos mejores clasificados por conferencia pasarán a la etapa de Semifinales.

### Playoffs
Semifinales y final de Conferencia y la Final Nacional donde se conocerá finalmente al campeón 2018-2019 de Primera División LNB Chile se desarrollarán al mejor de 7 partidos.
El Campeón Nacional, tiene derecho a participar en la Liga de las Américas 2020, mientras que el subcampeón Nacional tiene derecho a disputar a Liga Sudamericana de Clubes 2019.

### Playoffs de descenso
Los clubes que quedan 5° y 6° lugar de cada conferencia disputarán Playoffs de Descenso, al mejor de 7 partidos. El perdedor de esa llave deberá jugar la Segunda División 2019-2020.

## Fase regular
|    | Equipos                      | PTS | PJ | PG | PP | PF   | PC   | DIF  |
| -- | ---------------------------- | --- | -- | -- | -- | ---- | ---- | ---- |
| 1. | AB Temuco                    | 50  | 30 | 20 | 10 | 2597 | 2502 | +95  |
| 2. | CD Universidad de Concepción | 47  | 30 | 17 | 13 | 2381 | 2303 | +78  |
| 3. | CD Colegio Los Leones        | 46  | 30 | 16 | 14 | 2629 | 2559 | +70  |
| 4. | Municipal Puente Alto        | 43  | 30 | 13 | 17 | 2467 | 2481 | -14  |
| 5. | CD Español de Talca          | 40  | 30 | 10 | 20 | 2515 | 2686 | -171 |
| 6. | CD Universidad Católica      | 33  | 30 | 3  | 27 | 2293 | 2665 | -372 |

     Del 1° al 4° lugar. Avanza a Semifinales de Conferencia
     5° y 6° lugar. Van al Playoffs de Descenso
|    | Equipos                  | PTS | PJ | PG | PP | PF   | PC   | DIF  |
| -- | ------------------------ | --- | -- | -- | -- | ---- | ---- | ---- |
| 1. | CD Las Ánimas            | 49  | 28 | 21 | 7  | 2329 | 2171 | +158 |
| 2. | CD Valdivia              | 45  | 28 | 17 | 11 | 2344 | 2243 | +101 |
| 3. | CD Atlético Puerto Varas | 43  | 28 | 15 | 13 | 2249 | 2173 | +76  |
| 4. | CD AB Ancud              | 43  | 28 | 15 | 13 | 2237 | 2334 | +3   |
| 5. | CD Castro                | 41  | 28 | 13 | 15 | 2310 | 2334 | -24  |
| 6. | Osorno Básquetbol 1      | 0   | 0  | 0  | 0  | 0    | 0    | 0    |

     Del 1° al 4° lugar. Avanza a Semifinales de Conferencia
     1 Osorno Básquetbol fue multado y suspendido de la Liga Nacional por dos años debido a problemas económicos. Por ende, no se jugara playoff de descenso y desciende automáticamente Osorno Básquetbol

## Playoffs
|  | Cuartos de final                                        | Cuartos de final                                        |               |             | Semifinales                                       | Semifinales                                       |  |               | Final                                    | Final                                    |  |
|  | Semifinales de Conferencia 15 de febrero al 16 de marzo | Semifinales de Conferencia 15 de febrero al 16 de marzo |               |             | Finales de Conferencia 23 de marzo al 13 de abril | Finales de Conferencia 23 de marzo al 13 de abril |  |               | Final Nacional 20 de abril al 18 de mayo | Final Nacional 20 de abril al 18 de mayo |  |
|  |                                                         |                                                         |               |             |                                                   |                                                   |  |               |                                          |                                          |  |
|  |                                                         |                                                         |               |             |                                                   |                                                   |  |               |                                          |                                          |  |
|  | AB Temuco                                               | 4                                                       |               |             |                                                   |                                                   |  |               |                                          |                                          |  |
|  | AB Temuco                                               | 4                                                       |               |             |                                                   |                                                   |  |               |                                          |                                          |  |
|  | Municipal Puente Alto                                   | 3                                                       |               |             |                                                   |                                                   |  |               |                                          |                                          |  |
|  | Municipal Puente Alto                                   | 3                                                       |               | AB Temuco   | 2                                                 |                                                   |  |               |                                          |                                          |  |
|  |                                                         |                                                         |               | AB Temuco   | 2                                                 |                                                   |  |               |                                          |                                          |  |
|  |                                                         |                                                         | CD Los Leones | 4           |                                                   |                                                   |  |               |                                          |                                          |  |
|  | CD U. de Concepción                                     | 3                                                       | CD Los Leones | 4           |                                                   |                                                   |  |               |                                          |                                          |  |
|  | CD U. de Concepción                                     | 3                                                       |               |             |                                                   |                                                   |  |               |                                          |                                          |  |
|  | CD Los Leones                                           | 4                                                       |               |             |                                                   |                                                   |  |               |                                          |                                          |  |
|  | CD Los Leones                                           | 4                                                       |               |             |                                                   |                                                   |  | CD Los Leones | 1                                        |                                          |  |
|  |                                                         |                                                         |               |             |                                                   |                                                   |  | CD Los Leones | 1                                        |                                          |  |
|  |                                                         |                                                         | CD Valdivia   | 4           |                                                   |                                                   |  |               |                                          |                                          |  |
|  | CD Las Ánimas                                           | 3                                                       | CD Valdivia   | 4           |                                                   |                                                   |  |               |                                          |                                          |  |
|  | CD Las Ánimas                                           | 3                                                       |               |             |                                                   |                                                   |  |               |                                          |                                          |  |
|  | CD AB Ancud                                             | 4                                                       |               |             |                                                   |                                                   |  |               |                                          |                                          |  |
|  | CD AB Ancud                                             | 4                                                       |               | CD AB Ancud | 3                                                 |                                                   |  |               |                                          |                                          |  |
|  |                                                         |                                                         |               | CD AB Ancud | 3                                                 |                                                   |  |               |                                          |                                          |  |
|  |                                                         |                                                         | CD Valdivia   | 4           |                                                   |                                                   |  |               |                                          |                                          |  |
|  | CD Valdivia                                             | 4                                                       | CD Valdivia   | 4           |                                                   |                                                   |  |               |                                          |                                          |  |
|  | CD Valdivia                                             | 4                                                       |               |             |                                                   |                                                   |  |               |                                          |                                          |  |
|  | CD Puerto Varas                                         | 2                                                       |               |             |                                                   |                                                   |  |               |                                          |                                          |  |
|  | CD Puerto Varas                                         | 2                                                       |               |             |                                                   |                                                   |  |               |                                          |                                          |  |
|  |                                                         |                                                         |               |             |                                                   |                                                   |  |               |                                          |                                          |  |

### Semifinales de Conferencia
| Centro | AB Temuco           | 85-90 | Municipal Puente Alto    | Gimnasio Olímpico Carlos Lucas         | 21:00 |             |
| Centro | CD U. de Concepción | 91-89 | CD Colegio Los Leones    | Complejo Deportivo CAP                 | 21:00 |             |
| Sur    | CD Las Animas       | 72-65 | CD AB Ancud              | Coliseo Municipal Antonio Azurmendi R. | 19:30 | CDO Premium |
| Sur    | CD Valdivia         | 86-81 | CD Atlético Puerto Varas | Coliseo Municipal Antonio Azurmendi R. | 22:15 | CDO Premium |

| Centro | AB Temuco           | 80-67 | Municipal Puente Alto    | Gimnasio Olímpico Carlos Lucas         | 20:00 |                |
| Centro | CD U. de Concepción | 95-90 | CD Colegio Los Leones    | Complejo Deportivo CAP                 | 20:00 |                |
| Sur    | CD Las Animas       | 72-77 | CD AB Ancud              | Coliseo Municipal Antonio Azurmendi R. | 19:00 | CDO Premium    |
| Sur    | CD Valdivia         | 80-75 | CD Atlético Puerto Varas | Coliseo Municipal Antonio Azurmendi R. | 21:45 | DirecTV Sports |

| Centro | Municipal Puente Alto    | 79-89 | AB Temuco           | Gimnasio Municipal de Puente Alto | 20:00 |             |
| Centro | CD Colegio Los Leones    | 86-78 | CD U. de Concepción | Gimnasio Colegio Los Leones       | 20:00 |             |
| Sur    | CD AB Ancud              | 68-79 | CD Las Animas       | Gimnasio Fiscal de Ancud          | 20:00 | CDO Premium |
| Sur    | CD Atlético Puerto Varas | 72-67 | CD Valdivia         | Gimnasio Fiscal de Puerto Varas   | 20:00 |             |

| Centro | Municipal Puente Alto    | 89-83 | AB Temuco           | Gimnasio Municipal de Puente Alto | 20:00 | DirecTV Sports |
| Centro | CD Colegio Los Leones    | 86-93 | CD U. de Concepción | Gimnasio Colegio Los Leones       | 20:00 |                |
| Sur    | CD AB Ancud              | 79-76 | CD Las Animas       | Gimnasio Fiscal de Ancud          | 18:00 | CDO Premium    |
| Sur    | CD Atlético Puerto Varas | 77-73 | CD Valdivia         | Gimnasio Fiscal de Puerto Varas   | 20:00 |                |

| Centro | AB Temuco           | 93-80 | Municipal Puente Alto    | Gimnasio Olímpico Carlos Lucas         |  |  |
| Centro | CD U. de Concepción | 89-93 | CD Colegio Los Leones    | Complejo Deportivo CAP                 |  |  |
| Sur    | CD Las Animas       | 83-77 | CD AB Ancud              | Coliseo Municipal Antonio Azurmendi R. |  |  |
| Sur    | CD Valdivia         | 82-56 | CD Atlético Puerto Varas | Coliseo Municipal Antonio Azurmendi R. |  |  |

| Centro | Municipal Puente Alto    | 105-83 | AB Temuco           | Gimnasio Municipal de Puente Alto |  |  |
| Centro | CD Colegio Los Leones    | 93-83  | CD U. de Concepción | Gimnasio Colegio Los Leones       |  |  |
| Sur    | CD AB Ancud              | 87-84  | CD Las Animas       | Gimnasio Fiscal de Ancud          |  |  |
| Sur    | CD Atlético Puerto Varas | 76-78  | CD Valdivia         | Gimnasio Fiscal de Puerto Varas   |  |  |

| Centro | AB Temuco           | 82-59 | Municipal Puente Alto | Gimnasio Olímpico Carlos Lucas         |  |  |
| Centro | CD U. de Concepción | 86-93 | CD Colegio Los Leones | Complejo Deportivo CAP                 |  |  |
| Sur    | CD Las Animas       | 78-80 | CD AB Ancud           | Coliseo Municipal Antonio Azurmendi R. |  |  |

### Finales de Conferencia
| Centro | AB Temuco   |  | CD Colegio Los Leones | 23 de marzo |  |  |
| Sur    | CD Valdivia |  | CD AB Ancud           | 23 de marzo |  |  |

| Centro | AB Temuco   |  | CD Colegio Los Leones | 24 de marzo |  |  |
| Sur    | CD Valdivia |  | CD AB Ancud           | 24 de marzo |  |  |

### Final Nacional
| 20 de abril de 2019 Partido 1 | CD Valdivia                                              | 90–82 (Series: 1–0)                   | CD Los Leones                                   | Valdivia |  |
| 21:00                         | Parciales: 24–23, 17–23, 26–19, 23–17                    | Parciales: 24–23, 17–23, 26–19, 23–17 | Parciales: 24–23, 17–23, 26–19, 23–17           | |  |
|                               | Estadísticas N. Ferreyra 26 T. Robinson 10 N. Ferreyra 5 | Reporte Pts Reb Asts                  | Estadísticas 22 C. Forte 20 C. Forte 7 C. Forte | Pabellón: Coliseo Mun. A. Azurmendi Asistencia: 4000 espectadores Árbitros: Sebastián Negron Carlos Ramírez Pablo Mardones |  |

| 21 de abril de 2019 Partido 2 | CD Valdivia                                          | 137–133 (Series: 2–0)                               | CD Los Leones                                       | Valdivia |  |
| 20:00                         | Parciales: 27–30, 29–29, 23–24, 25–21 (T.E.: 33–29)  | Parciales: 27–30, 29–29, 23–24, 25–21 (T.E.: 33–29) | Parciales: 27–30, 29–29, 23–24, 25–21 (T.E.: 33–29) | |  |
|                               | Estadísticas K. Alston 43 K. Alston 19 N. Ferreyra 9 | Reporte Pts Reb Asts                                | Estadísticas 31 S. Rodgers 11 C. Forte 12 C. Forte  | Pabellón: Coliseo Mun. A. Azurmendi Asistencia: 3800 espectadores Árbitros: Felipe Ibarra Felipe Valenzuela Raúl Aguilar |  |

| 27 de abril de 2019 Partido 3 | CD Los Leones                                           | 90–85 (Series: 1–2)                   | CD Valdivia                                          | Quilpué                                                                                    |  |
| 21:00                         | Parciales: 27–19, 19–24, 26–25, 18–17                   | Parciales: 27–19, 19–24, 26–25, 18–17 | Parciales: 27–19, 19–24, 26–25, 18–17                |                                                                                            |  |
|                               | Estadísticas C. Forte 24 C. Forte 12 E. Marechal Diaz 6 | Reporte Pts Reb Asts                  | Estadísticas 33 K. Alston 13 K. Alston 5 N. Ferreyra | Pabellón: Gimnasio Colegio Los Leones Árbitros: Miguel Bravo Rodrigo Oliveros Paula Castro |  |

| 28 de abril de 2019 Partido 4 | CD Los Leones                                             | 95–102 (Series: 1–3)                               | CD Valdivia                                          | Quilpué                                                                                    |  |
| 20:00                         | Parciales: 18–26, 24–20, 14–23, 30–17 (T.E.: 9–16)        | Parciales: 18–26, 24–20, 14–23, 30–17 (T.E.: 9–16) | Parciales: 18–26, 24–20, 14–23, 30–17 (T.E.: 9–16)   |                                                                                            |  |
|                               | Estadísticas S. Rodgers 26 C. Forte 12 E. Marechal Diaz 8 | Reporte Pts Reb Asts                               | Estadísticas 28 K. Alston 16 K. Alston 4 N. Ferreyra | Pabellón: Gimnasio Colegio Los Leones Árbitros: Pedro Vásquez Cristian Espoz Roberto Abreu |  |

| 4 de mayo de 2019 Partido 5 | CD Valdivia                                        | 82–67 (Series: 4–1)                   | CD Los Leones                                           | Valdivia |  |
| 21:00                       | Parciales: 20–23, 18–12, 21–16, 23–16              | Parciales: 20–23, 18–12, 21–16, 23–16 | Parciales: 20–23, 18–12, 21–16, 23–16                   | |  |
|                             | Estadísticas K. Alston 23 K. Alston 12 K. Alston 5 | Reporte Pts Reb Asts                  | Estadísticas 24 C. Forte 14 C. Forte 7 E. Marechal Diaz | Pabellón: Coliseo Mun. A. Azurmendi Asistencia: 4800 espectadores Árbitros: Pedro Vásquez Felipe Ibarra Raúl Aguilar |  |

## Playoffs de descenso

### Conferencia Centro (Español de Talca v/s CD Universidad Católica)
| 16 de febrero de 2019 Partido 1 | Español de Talca | 100–87 (Series: 1–0) | U. Católica |                             |
| 20:00                           |                  |                      |             |                             |
|                                 |                  |                      |             | Pabellón: Gimnasio Regional |

| 17 de febrero de 2019 Partido 2 | Español de Talca | 88–89 (Series: 1–1) | U. Católica |                             |
| 20:00                           |                  |                     |             |                             |
|                                 |                  |                     |             | Pabellón: Gimnasio Regional |

| 2 de marzo de 2019 Partido 3 | U. Católica | 81–101 (Series: 1–2) | Español de Talca |                       |
|                              |             |                      |                  |                       |
|                              |             |                      |                  | Árbitros: [[ ]] [[ ]] |

| 3 de marzo de 2019 Partido 4 | U. Católica | 94–89 (Series: 2–2) | Español de Talca |                       |
|                              |             |                     |                  |                       |
|                              |             |                     |                  | Árbitros: [[ ]] [[ ]] |

| 9 de marzo de 2019 Partido 5 | Español de Talca | 85–88 (Series: 2–3) | U. Católica |                       |
|                              |                  |                     |             |                       |
|                              |                  |                     |             | Árbitros: [[ ]] [[ ]] |

| 13 de marzo de 2019 Partido 6 | U. Católica | 100–83 (Series: 4–2) | Español de Talca |                       |
|                               |             |                      |                  |                       |
|                               |             |                      |                  | Árbitros: [[ ]] [[ ]] |

 Español de Talca descendió a la Segunda División 2019-2020

## Estadísticas

### Tras la fase zonal y fase nacional.[5]
| Categorías (en promedio)      | Jugador          | Equipo                | Estadística |
| ----------------------------- | ---------------- | --------------------- | ----------- |
| Puntos                        | Walter C. Baxley | CD Castro             | 26,47       |
| Asistencias                   | Scott Rodgers    | CD Colegio Los Leones | 7           |
| Recuperaciones                | B. Robinson      | CD Las Ánimas         | 2,5         |
| Rebotes Totales               | Khapri Alston    | CD Valdivia           | 15,75       |
| Tapones                       | Manuel Suárez    | CD Castro             | 1,61        |
| 3 Puntos Convertidos          | E. Arteaga       | CD Colegio Los Leones | 2,77        |
| 2 Puntos Convertidos          | E. Macon         | CD Español de Talca   | 8,72        |
| Puntos de Segunda Oportunidad | Khapri Alston    | CD Valdivia           | 5,29        |